# Provincia de Tây Ninh
Tay Ninh (en vietnamita: Tây Ninh) es una de las provincias que conforman la organización territorial de la República Socialista de Vietnam.

## Geografía
Tay Ninh se localiza en la región del Sureste (Đông Nam Bộ). La provincia mencionada posee una extensión de territorio que abarca una superficie de 4.029,6 kilómetros cuadrados.

## Demografía
La población de esta división administrativa es de 1.038.500 personas (según las cifras del censo realizado en el año 2005). Estos datos arrojan que la densidad poblacional de esta provincia es de 257,72 habitantes por cada kilómetro cuadrado.
- Datos: Q36608
- Multimedia: Tay Ninh / Q36608